# Refraktionsseismik

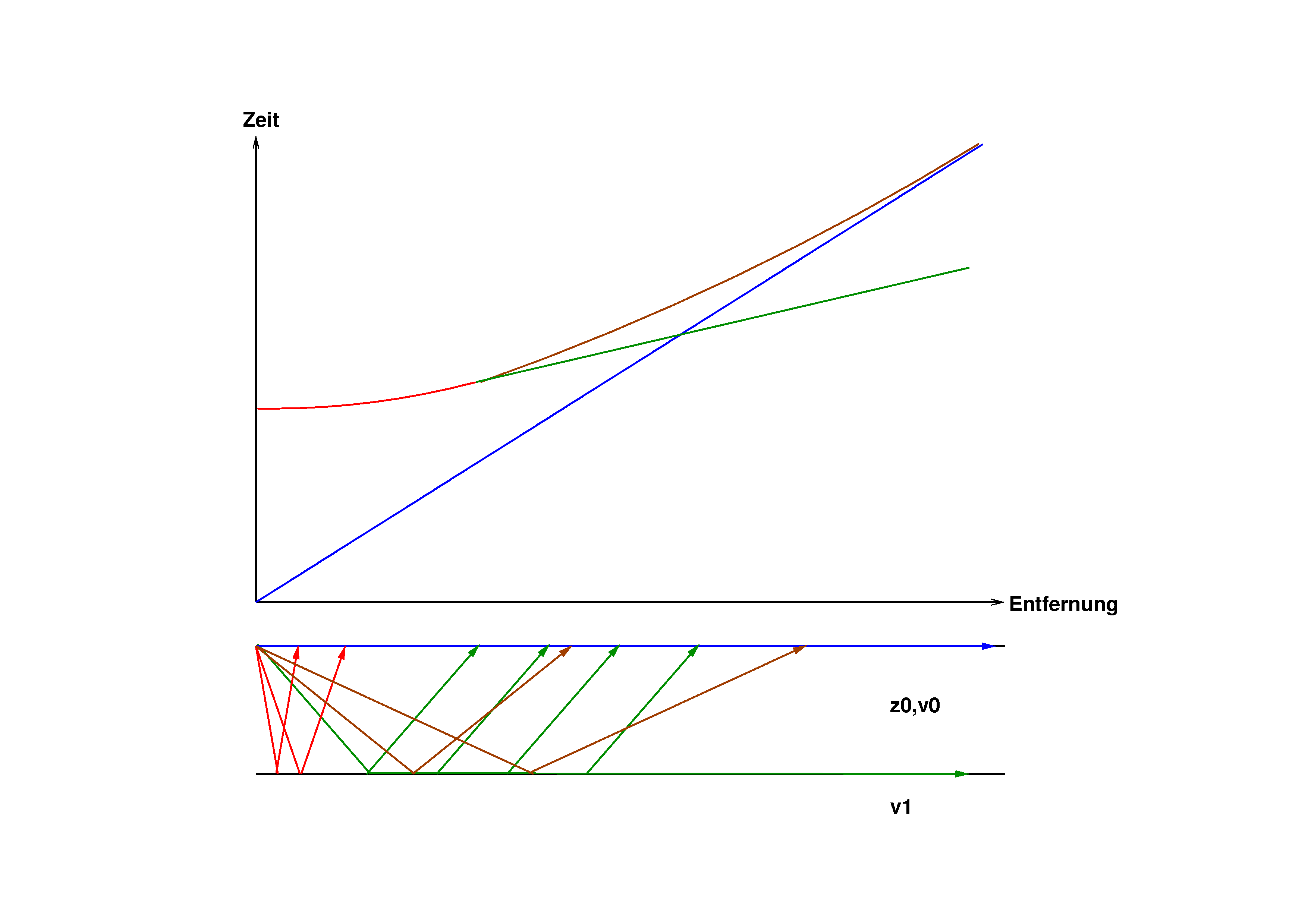
Schematisches Laufzeitdiagramm mit zugehörigen Strahlwegen (rot: unterkritische Reflexionen, braun: überkritische Reflexionen, blau: direkte Welle, grün: Kopfwelle)

Die Refraktionsseismik ist ein Verfahren der angewandten Geophysik. Dazu werden durch Hammer, Fallgewicht, Sprengung, Vibratoren oder andere Quellen künstlich seismische Wellen erzeugt und die Ausbreitung des Wellenfeldes entlang der Erdoberfläche aufgezeichnet. Für die Messung werden Sensoren (Geophone) in der Regel entlang einer Profillinie ausgelegt. Die Abstände zwischen den Geophonen können dabei von weniger als einem Meter bis mehrere Kilometer betragen, auf einem einzelnen Profil wird jedoch mit einem fest definierten Abstand gearbeitet. Die Gesamtlänge der Auslage ist einige zehn Meter bis mehr als 100 Kilometer lang, je nach Tiefe der zu untersuchenden Struktur. Hierbei gilt grob, dass Strukturen bis maximal in eine Tiefe von einem Drittel der Auslagenlänge untersucht werden können.
Im Gegensatz zur Reflexionsseismik, wo ausschließlich im Untergrund reflektierte Wellen für die Auswertung und Interpretation betrachtet werden, wird bei der Refraktionsseismik die refraktierte Energie genutzt (Kopfwelle oder auch Mintropwelle). Die Auswertung erfolgt vereinfacht durch das Erstellen von Laufzeitdiagrammen. Im Ergebnis erhält man ein Modell des Untergrundes, das Schichten mit verschiedenen Ausbreitungsgeschwindigkeiten der seismischen Wellen zeigt.

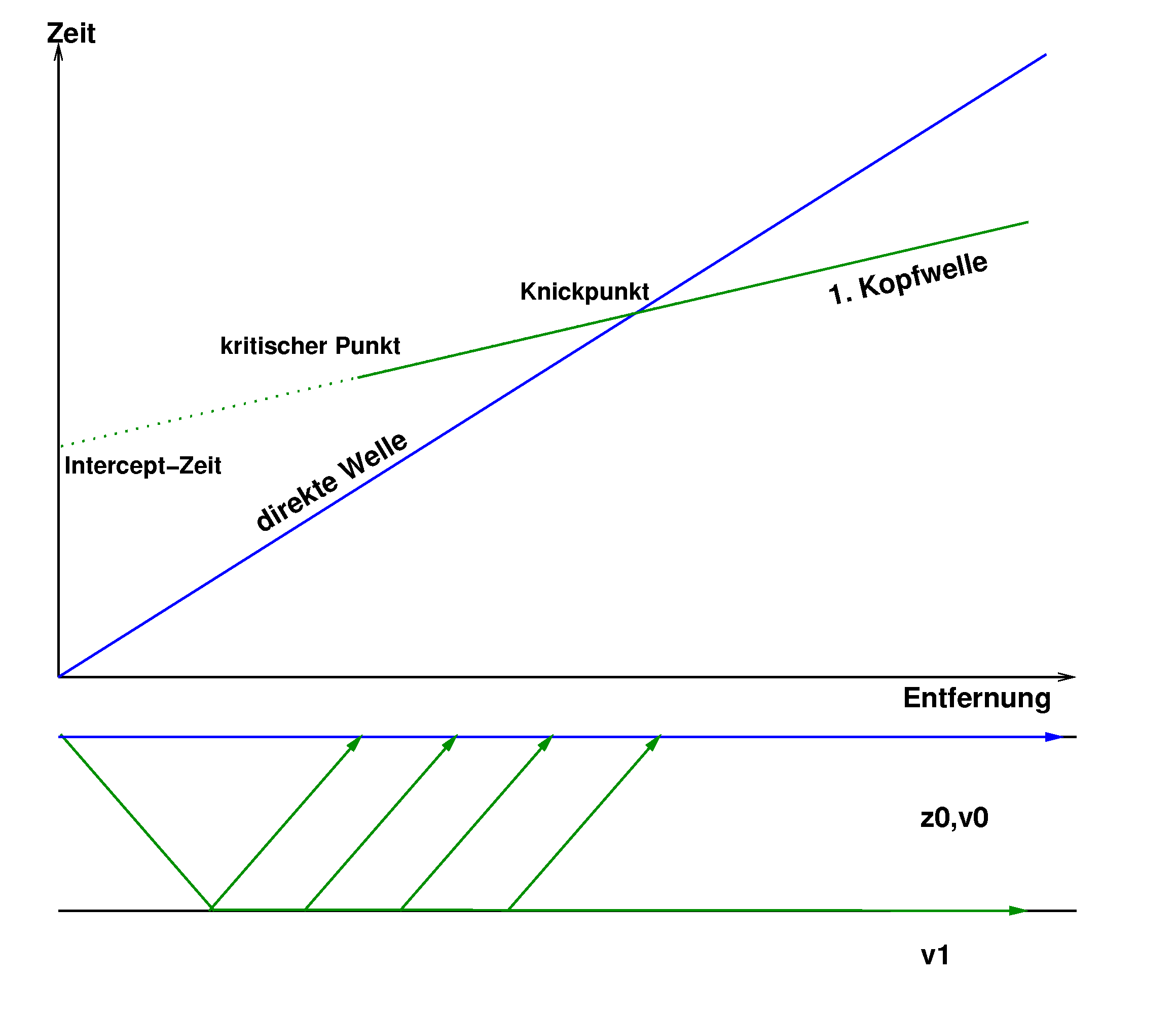
Prinzip der Refraktionsseismik: Die schnellere Kopfwelle (grün) der unteren Schicht überholt die direkte Welle (blau)

## Anwendung
Anwendungsgebiete sind u. a. geologische Erkundungen der Erdkruste bis in den oberen Erdmantel hinein (z. B. Ermittlung der Tiefe von Gebirgswurzeln) oder oberflächennahe Untersuchungen für die Ingenieur- und Umweltgeologie oder zur Bestimmung der Mächtigkeit der Verwitterungsschicht im Zusammenhang mit reflexionsseismischen Messungen.

## Nachteil
Ein Nachteil dieser Methode ist, dass refraktierte Wellen nur bei „normaler“ Geschwindigkeitsänderung erzeugt werden, also wenn die Geschwindigkeit nach unten hin zunimmt. Nimmt hingegen an einer Schichtgrenze die Geschwindigkeit nach unten ab, so bleibt diese Schichtgrenze unsichtbar. Das kann bei der Interpretation zu Fehlern führen.